# Stanhopea xytriophora
Espèce
Stanhopea xytriophora est une espèce de plantes à fleurs de la famille des Orchidaceae (les orchidées) que l'on trouve du sud du Pérou à la Bolivie.

## Description
Epiphyte de petite taille, elle possède des pseudobulbes piriformes, vert foncé sillonnés, portant à leur sommet une feuille assez épaisse, rétrécie à sa base pour former un pétiole. Elle fleurit à la fin du printemps sur une inflorescence pendante mesurant jusqu'à 15 cm de long et pouvant porter 3 grandes fleurs parfumées.

## Distribution
Cette espèce d'orchidée se trouve en Bolivie sur des pentes abruptes à des altitudes d'environ 1800 à 2000 mètres.

## Culture
La plante doit être cultivée à l'ombre. Conserver au frais à des températures intermédiaires et arroser régulièrement. Pot en écorce de sapin moyen ou en mousse de sphaigne. Gardez l'humidité élevée. Les plantes sont généralement cultivées dans des paniers.